# 조니 크로포드
조니 크로포드(영어: Johnny Crawford, 1946년 3월 26일 ~ 2021년 4월 29일)는 미국의 가수, 텔레비전 배우, 영화배우이다.

## 영화
- 13층 (1999년)
- 도박사 4 (1991년)
- 야망의 브로드웨이 (1989년)
- 파라다이스 (1988년)
- 도박사 2 (1983년)
- 엘도라도 (1967년)
- 커리지 오브 블랙 뷰티 (1957년)
- 회색 양복을 입은 사나이 (1956년)
- 미키 마우스 클럽 (1955년)